# 3,4-Metylenodioksy-N-etyloamfetamina
3,4-Metylenodioksy-N-etyloamfetamina (MDEA) – organiczny związek chemiczny, empatogenna substancja psychoaktywna, pochodna amfetaminy o działaniu zbliżonym do  MDMA. Zgodnie z PIHKAL dawkowanie MDEA zawiera się w przedziale 100–200 mg a czas działania wynosi 3 do 5 godzin.